# Matt DeCaro
Matt DeCaro is een Amerikaans film- en theateracteur. Hij trad onder andere op in de film Mr. 3000 en in Symmetry. 
Hij is bekend uit de televisieserie Prison Break waar hij de rol speelde van de bewaker Roy Geary uit de Fox River-gevangenis, die werd ontslagen na de grote uitbraak. In seizoen 2 ging hij samen met Brad Bellick op zoek naar de ontsnapte gevangenen.